# Asura hopkinsi
Asura hopkinsi là một loài bướm đêm thuộc phân họ Arctiinae, họ Erebidae.